# 안성탕면
안성탕면(安城湯麵)은 농심에서 판매하는 라면이다.

## 역사
- 1983년 9월 13일에 출시되었으며, 1990년 10월 농심이 안성에 대단위 라면스프 공장을 준공기념으로 안성탕면 맛배기 출시하였다.

- 1991년 면이 개선된 안성탕면 출시하였다가.

- 1992년 CVD공법으로 스프가 달라진 브이안성탕면을 출시하였고 1996년 새우안성탕면을 출시하였다.

- 1996년 칼슘이 강화된 안성탕면 재출시되었다가, 1998년 칼슘이 강화되었다는 문구가 빠졌다.

- 2005년 6월 22일에 팝 형태의 용기면으로 만든 안성탕면 사발면이 출시되었지만 판매 부진으로 단종되었으며, 2010년 9월 11일에는 66g의 안성탕면컵이 출시되었다.

- 2016년 면에 쌀가루를 첨가한 안성탕면이 33년 만에 재출시하였다.

- 2018년 9월 10일에는 안성탕면 판매 35주년을 맞이해 신제품 해물안성탕면이 출시되었다.

- 2023년 10월에는 안성탕면 판매 40주년을 맞이해 신제품 순하군 안성탕면이 출시되었다.

## 제품 이름의 유래
- 농심 안성공장의 첨단 스프 제조설비로 만들어낸 푹 고아낸 사골 국수의 의미로 붙여진 이름이다. 공장은 안성시와 부산광역시에 있다.

## 원재료
- 면: 소맥분(호주산, 미국산), 팜유(말레이시아산), 감자전분, 변성전분, 난각칼슘, 정제염, 면류첨가알카리제(산도조절제), 혼합제제(산도조절제), 마늘조미액, 올리고녹차풍미액, 비타민B2
- 스프: 양념조미분말, 정제염, 정백당, 볶음된장분말, 양념장베이스, 소고기풍미분말, 사골우거지베이스, 간장조미분말, 사골추출물분말, 전골스파이스분말, 조미된장분말, 건미역, 볶음양념분, 매운맛분말, 비프볶음분말, 육수맛조미베이스, 후추가루, 5-리보뉴클레오티드이나트륨, 호박산이나트륨, 이스트조미분, 조미건조홍고추, 칠리맛풍미분, 복합양념분말, 갈비구이맛분말, 진한맛조미분, 염장고추분말, 분말카라멜(물엿분말, 카라멜색소), 불고기맛분말

## 제품
안성탕면
1983년 9월에 출시된 안성탕면의 오리지널 라면이다.

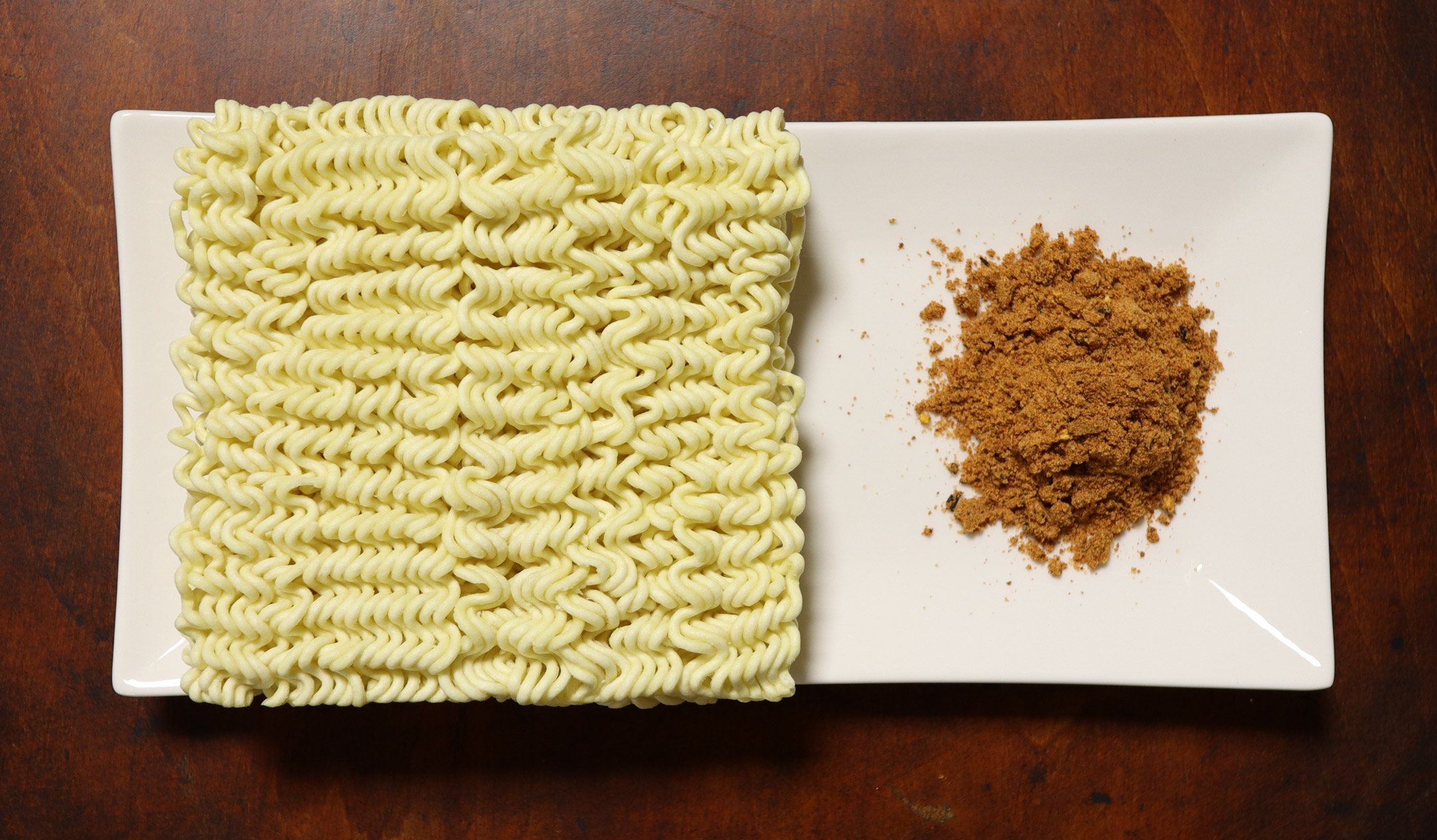
안성탕면 재료
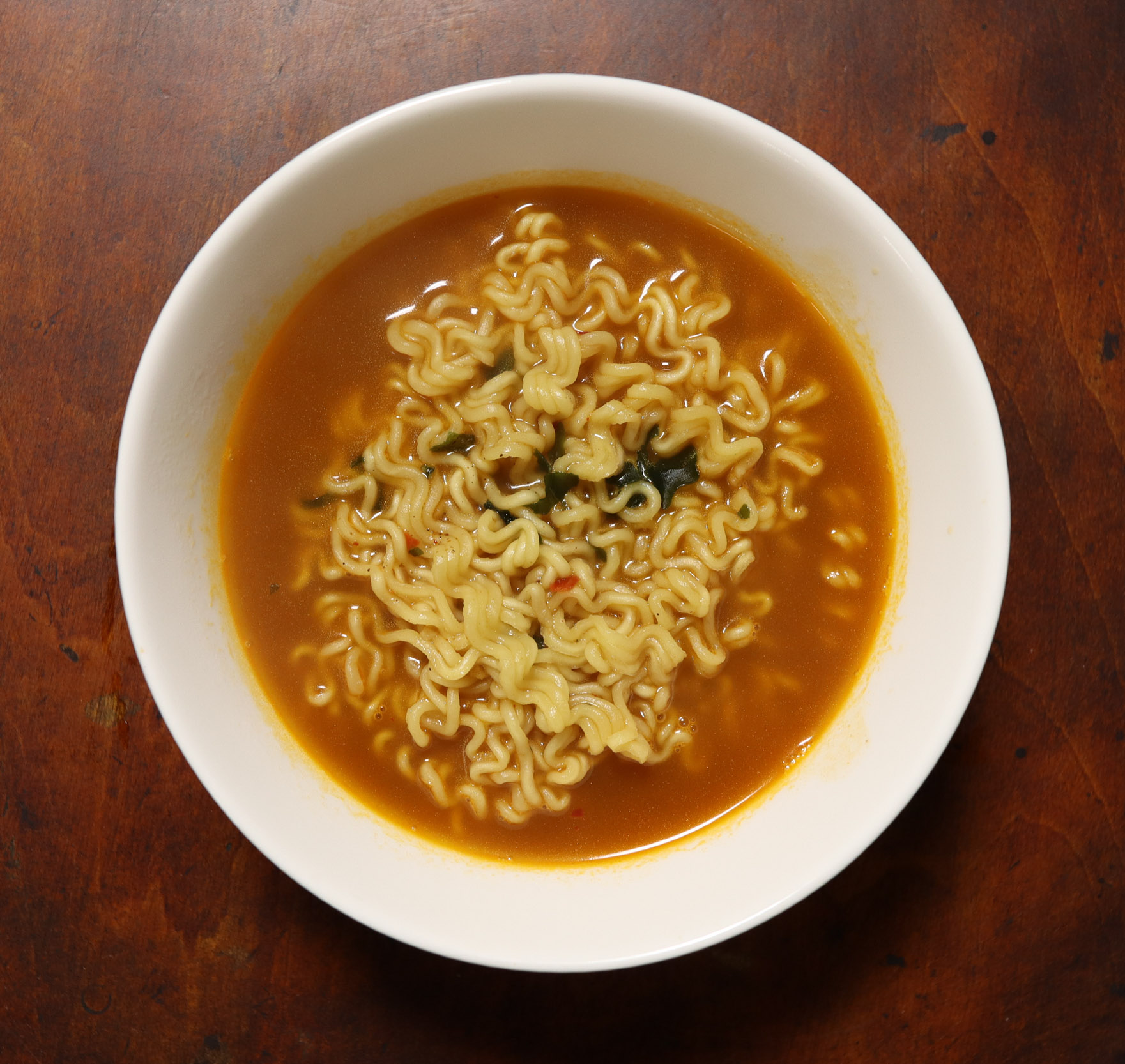
안성탕면

안성탕면 맛배기
1990년 10월 농심이 안성에 대단위 라면스프 공장을 준공기념으로 내놓은 제품이다. 이후 단종되었다.
브이 안성탕면
1992년 출시된 제품이다. 이후 단종되었다.
안성탕면 김치
1990년대에 출시된 제품이다. 이후 단종되었다.
새우 안성탕면
1996년 출시된 제품이다. 이후 단종되었다.
안성탕면 사발면
2005년 6월 22일에 출시된 제품이다. 이후 단종되었다.
해물 안성탕면
2018년 9월에 출시된 제품이다. 해물맛이 첨가된 제품이다.

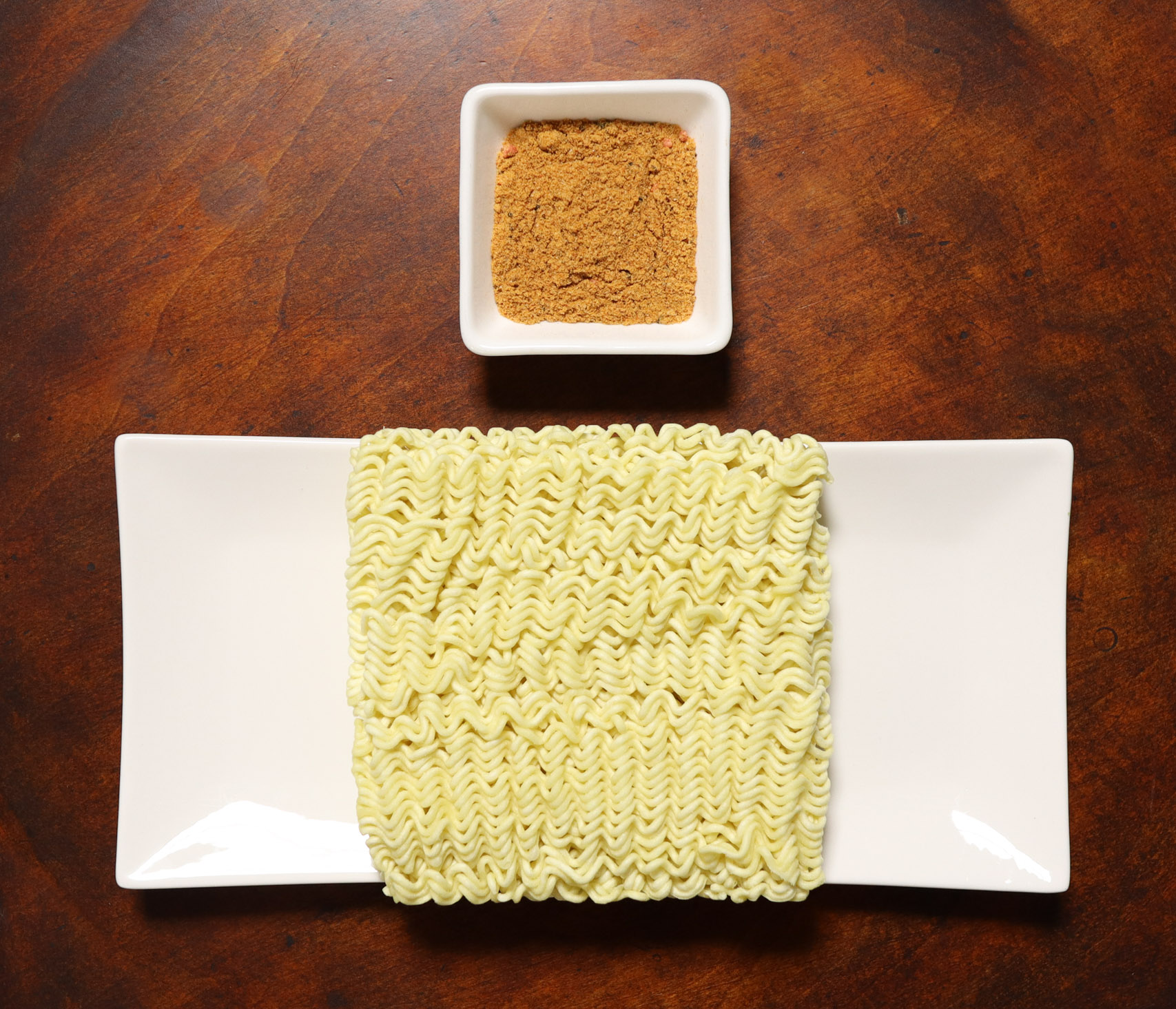
안성탕면 해물맛 재료
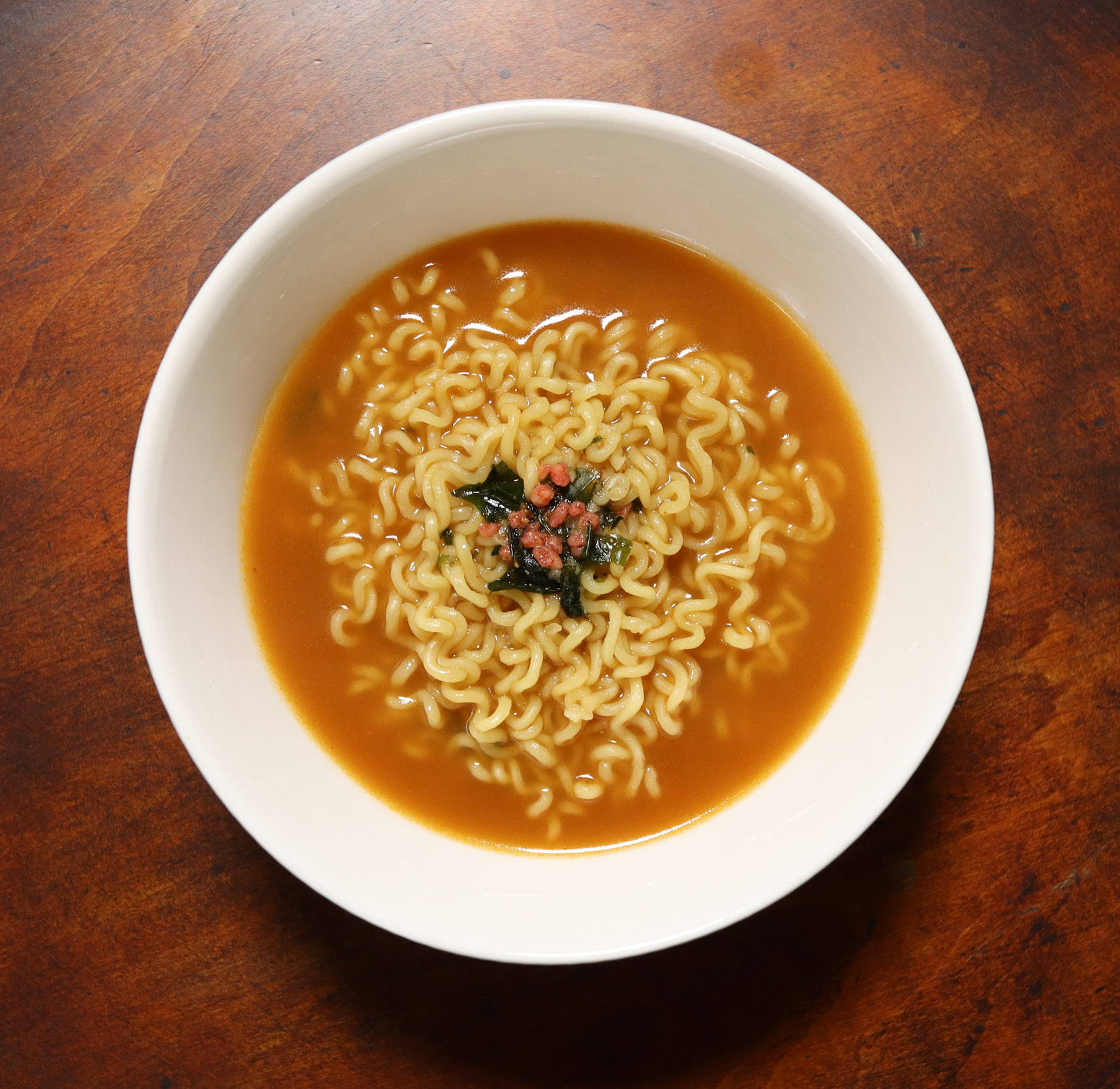
안성탕면 해물맛
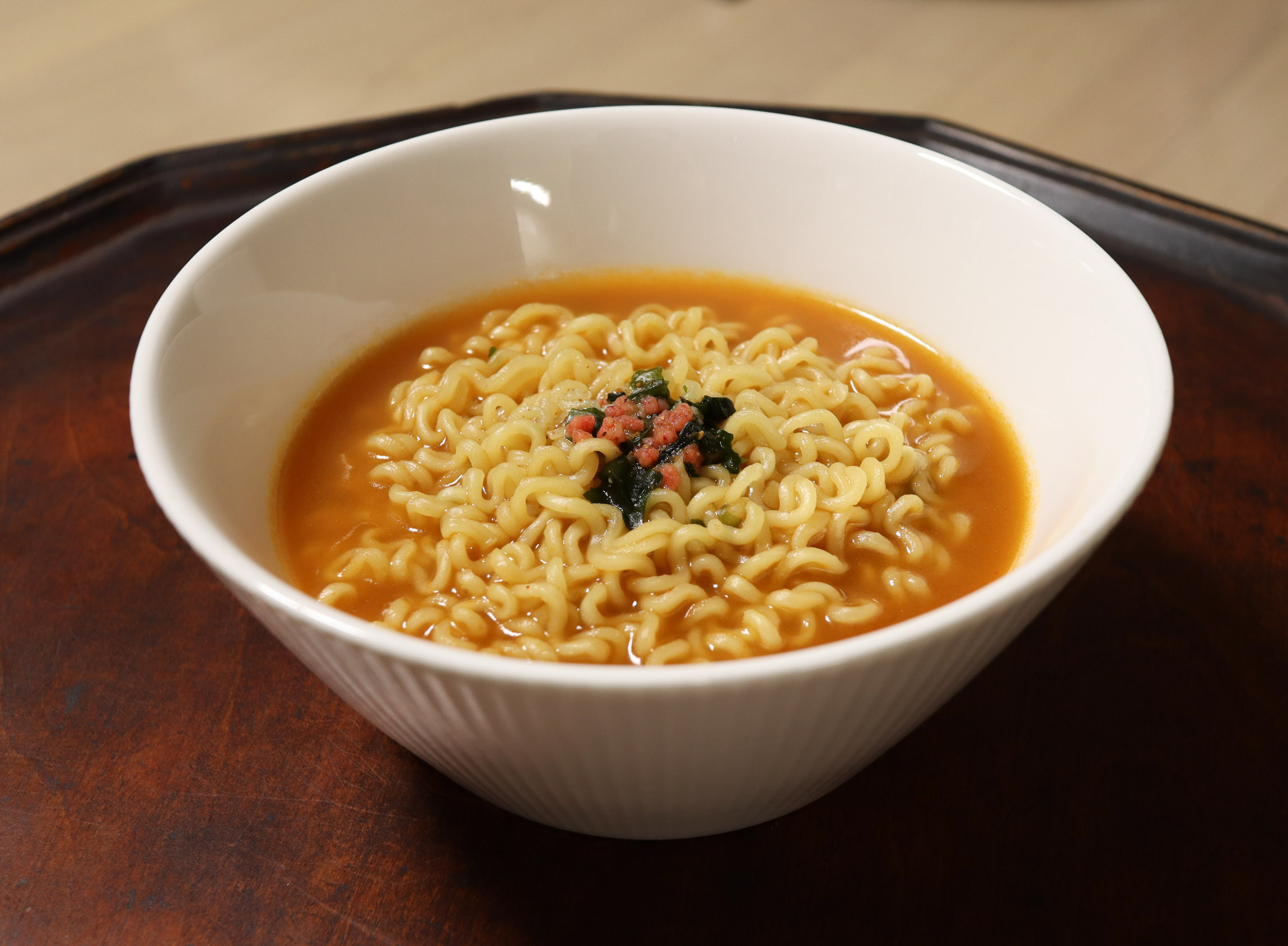
안성탕면 해물맛

순하군 안성탕면
2023년 10월에 출시된 제품이다.
안성탕면 컵
2010년 9월에 출시된 용기면 제품이다.

## 관련 사항
박병구 할아버지가 49년간 안성탕면 라면을 먹었지만, 2020년 5월 23일 향년 92세 일기로 별세하였다. 이른바 안성탕면 할아버지 세상의 등지로 알려졌다.

## 같이 보기
- 농심
- 오징어짬뽕
- 신라면
- 짜파구리
- 짜파게티
- 너구리